# هلیوم-۴ ابرشاره

عکس. ۱. نمودار فاز eHe. در این نمودار خط-λ نیز آورده شده‌است.

هلیوم-۴ ابرشاره شکل ابرشارگی هلیوم-۴، از ایزوتوپ‌های عنصر هلیوم است. یک فاز است که غالباً در دماهای پایین دیده می‌شود، به‌طور مثال هلیوم-۳ و هلیوم-۴ دارای یک اصطکاک سطحی می‌باشند که بعد از گذر از نقطه لاندا، گرانروی این مایع به صفر تبدیل می‌شود و مایع بدون اصطکاک می‌تواند جریان یابد. ابر شاره نوعی از ماده است که در آن حالت مانند سیالی که دارای ویسکوزیته و آنتروپی صفر است رفتار می‌کند. معمولاً هیدروژن، هلیم -۳ و هلیم -۴ در یک حالت که به عنوان نقطه لاندا می‌گویند، دارای ویسکوزیته صفر می‌شوند. همان‌طور که ابر رساناها در برابر جریان هیچ مقاومتی از خود نشان نمی‌دهند، ابر سیالات نیز بدون هیچ گونه اصطکاکی و به‌طور آزادانه می‌توانند جریان پیدا کنند.
در دهه ۱۹۵۰، هال و وین آزمایش‌هایی را انجام دادند که وجود خطوط گرداب تدریجی در هلیوم ابرفلوئید را مشخص کرد. در دهه ۱۹۶۰، ریفیلد و ریف وجود حلقه‌های گرداب تدریجی را تأیید کردند. پاکارد تقاطع خطوط گرداب با سطح آزاد مایعات را مشاهده کرده‌است، و اونل و واروکو اثر جوزفسون را در هلیوم ۴ سوپر روان بررسی کرده‌اند. در سال ۲۰۰۶، گروهی در دانشگاه مریلند با استفاده از ذرات ردیاب کوچک هیدروژن جامد ، گردابهای تدریجی را نمایش دادند.